# Annales médico-psychologiques
Annales Médico-Psychologiques ist eine französische Fachzeitschrift für Psychiatrie und Psychopathologie, die zehnmal jährlich erscheint. Sie wurde 1843 von Jacques-Joseph Moreau und Jules Baillarger als erste psychiatrische Fachzeitschrift Frankreichs gegründet und wird seitdem durchgehend publiziert.
Heute stellt sie das offizielle Verlautbarungsorgan der Société médico-psychologique dar. Sie veröffentlicht sowohl Originalarbeiten als auch Berichte über Mitteilungen, die der Société médico-psychologique vorgelegt werden. Seit ihrem Erscheinen vor mehr als 150 Jahren hat die Mehrzahl der frankophonen Wissenschaftler des psychiatrischen Fachgebiets für diese Zeitschrift geschrieben.